# Muston
Muston is een civil parish in het bestuurlijke gebied Scarborough, in het Engelse graafschap North Yorkshire met 339 inwoners.